# Paulina Rubio
Paulina Susana Rubio Dosamantes (n. 17 iunie 1971, Ciudad de México, Mexic) este o cântăreață, textieră și actriță mexicană. Cariera sa cuprinde o perioadă de aproape trei decenii, materialele sale comercializându-se în peste 20 de milioane de exemplare la nivel mondial.
Artista a debutat în muzică la vârsta de zece ani, ca parte a grupului muzical Timbiriche, alături de care a înregistrat unsprezece albume. În anul 1991, interpreta a părăsit formația, începând o carieră independentă, prin intermediul discului single „Mio”, un hit de top 3 în Billboard Hot Latin Songs și al materialului La Chica Dorada. Alături de casa de discuri EMI Music Records, cântăreața a mai lansat alte trei albume, 24 Kilates (1993), El Tiempo Es Oro (1994) și Planeta Paulina (1996).
După o pauză de patru ani, Rubio a revenit în atenția publicului cu materialul Paulina, ce a devenit cel mai bine vândut disc din întreaga sa carieră muzicală, comercializându-se în peste patru milioane de exemplare. În 2002, interpreta a început promovarea primului său album în limba engleză, intitulat Border Girl și lansat la nivel internațional. De pe acesta face parte cântecul „Don't Say Goodbye”, cel mai mare succes al artistei în Canada, Europa (mai puțin regiunile latine) și Oceania.
Între anii 2004 și 2007 cântăreața a lansat materialele discografice de studio Pau-Latina și Ananda, primul obținând o nominalizare la premiile Grammy la categoria „Cel mai bun album pop de muzică latino”, în timp ce al doilea a devenit un succes comercial în Spania și Finlanda, unde a obținut clasări de top 3 în listele celor mai bine vândute albume. De pe cele două fac parte unele dintre cele mai mari succese muzicale ale interpretei, „Te Quise Tanto”, „Algo Tienes”, „Dame Otro Tequila” sau „Ni Una Sola Palabra”.
Pe data de 30 aprilie 2007 Rubio s-a căsătorit cu Nicolas Vallejo Najera, în țara sa natală, Mexic. Doi ani mai târziu, aceasta a lansat discul Gran City Pop, primul extras pe single de pe acesta, „Causa y Efecto”, ocupând locul 1 în Billboard Hot Latin Songs și câștigând poziții de top 10 în Croația și Spania.

## Viața timpurie și începutul carierei alături de Timbiriche
Paulina Rubio s-a născut pe data de 17 iunie 1971 în capitalia Mexicului, Ciudad de Mexico. Artista este unul dintre cei doi copii ai familiei, mama sa fiind actrița Susana Dosamantes, ce a apărut în peste cincizeci de producții, iar tatăl său, Enrique Rubio, un avocat mexican. La doar trei ani de la nașterea interpretei, părinții săi s-au despărțit în anul 1974. La vârsta de cinci ani Rubio a fost înscrisă pe listele instituției Centro de Educación Artística (în limba română: „Centrul de Educație Artistică”), unde participă la cursuri de dans, actorie, pictură și muzică. Spiritul creativ al artistei s-a dezvoltat într-un timp sucrt, la vârsta de șapte ani redecorându-și întreaga cameră, spre surprinderea mamei sale ce se aștepta doar la unele mici modificări în ceea ce privește unele piese de mobilier.
Pe data de 30 aprilie 1982, la vârsta de zece ani, interpreta și-a început cariera muzicală alături de formația Timbiriche. Grupul muzical a fost susținut de cântărețul Miguel Bosé, Rubio participând la înregistrarea unui număr de unsprezece materiale discografice. În intervalul de timp în care activa în Timbiriche, artista a luat parte la filmările serialului Pasión y Poder (în limba română: Pasiune și Putere), acesta devenind prima sa incursiune în lumea actoriei. Alături de formația ce i-a adus notorietate, cântăreața a înregistrat vânzări de peste 11 milioane de discuri doar în Mexic.

## Cariera independentă (1992 – prezent)

### 1992 – 1996: Debutul alături de EMI Music
În anul 1991 Rubio a părăsit formația Timbiriche, după ce a activate în aceasta timp de un deceniu. Artista a început înregistrările pentru primul său album de studio în cariera solo, material lansat în luna octombrie a anului următor. Discul, intitulat La Chica Dorada a înregistrat vânzări de peste 1,2 milioane de exemplare la nivel mondial. Primul extras pe single al materialului, „Mio”, a devenit un hit de top 3 în clasamentul Billboard Hot Latin Songs, devenind și cel mai bine clasat cântec al artistei în lista Billboard pe toată perioada contractului încheiat cu EMI Music. „Amor de Mujer”, „Abriendo Las Puertas Al Amor” și „Sabor a Miel” au fost ultimele piese promovate de pe material, primele două obținând poziții de top 10 în Billboard Hot Latin Songs. În anul 1992 cântăreața a avut o scurtă apariție în producția Baila Conmigo (în limba română: Dansează cu mine). La Chica Dorada a fost abordat și de Allmusic, ce i-a oferit o recenzie favorabilă discului (trei puncte dintr-un total de cinci).
Cel de-al doilea album de studio al artistei, 24 Kilates a fost lansat în anul 1993, alături de cântece precum „Nieva, Nieva” sau „Vuelve Junto a Mí”. În primele trei săptămâni de comercializare, au fost vândute peste 150.000 de exemplare.
Cariera lui Rubio a cunoscut un ușor declin între anii 1994 și 1996, cele două discuri lansate în acest interval, El Tiempo Es Oro și Planeta Paulina, necunoscând succesul predecesoarelor. Niciunul dintre extasele pe single de pe cele două albume nu au intrat în clasamentele din Statele Unite ale Americii spre deosebire de cântecele promovate de pe La Chica Dorada și 24 Kilates. El Tiempo Es Oro și Planeta Paulina au primit fiecare câte două puncte dintr-un total de cinci din partea Allmusic, același calificativ câștigat și de predecesorul lor 24 Kilates. După terminarea oricărei forme de promovare a materialului Planeta Paulina, artista și-a încheiat contractul cu EMI Music Records. Ulterior, Rubio a declarat despre colaborarea cu prima sa casă de discuri următoarele: „Cred că [EMI Music] m-a perceput într-un mod greșit. Ei au încercat tot mai multe lucruri cu mine și în final nu am mai putut continua”, afirmă artista care la începutul carierei sale a fost nevoită să cânte ceea ce i se cerea, conform publicației americane Billboard.

### 2000 – 2001: Revenirea în muzică și succesul albumului «Paulina»

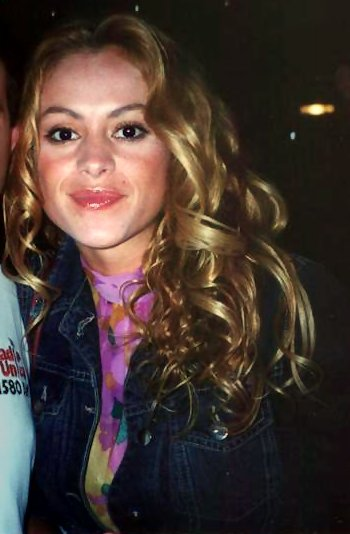
Paulina Rubio în culisele Fiesta Broadway în luna iulie a anului 2000.

Revenirea în muzică a cântăreței s-a petrecut în anul 2000, prin intermediul celui de-al cincilea album de studio, intitulat Paulina. Primul extras pe single, „Lo Haré Por Ti”, a devenit prima intrare a artistei în Billboard Hot Latin Songs după șase ani. De pe material au fost lansate alte șapte discuri single, „Y Yo Sigo Aquí” și „Yo No Soy Esa Mujer” obținând clasări de top 10 în clasamentul american al cântecelor de muzică latino. „Y Yo Sigo Aquí” a devenit primul hit la nivel mondial al artistei, ocupând locul 1 în peste treizeci de țări, printre care Argentina, China, Columbia, Franța, Italia, Malaezia, Mexic, Taiwan sau Spania. Paulina a fost numit de Allmusic „o combinație câștigătoare între o sumedenie de genuri muzicale diferite” și „unul dintre cele mai interesante albume ale sale”.
Rubio a primit trei nominalizări la premiile Grammy pentru muzică latino în anul 2001, la categoriile „Albumul anului”, „Cântecul anului” (pentru „Y Yo Sigo Aqui”) și „Cel mai bun album de muzică pop al unei artiste”, însă nu a câștigat nicio statuetă. În acealași an, cântăreței i-au fost înmânate trei trofee Los Premios, pentru „Albumul anului”, „Videoclipul anului” și „Interpreta pop a anului”. Paulina a obținut locul 1 în Billboard Top Latin Albums, primind opt discuri de platină, la categoria de muzică latino, în Statele Unite ale Americii pentru vânzări de peste 1,6 milioane de exemplare. De asemenea, materialul a primit multiple discuri de platină în Spania, vânzările sale ridicându-se la peste 300.000 de exemplare în această țară, în timp ce la nivel mondial Paulina a fost comercializat în peste 4 milioane de exemplare. Ținând cont de eșecul înregistrat de precedentele materiale discografice lansate prin intermediul casei de discuri EMI Music, Rubio susține faptul că deși ea nu a văzut în Paulina ultima sa șansă spre a-și reabilita cariera, aceasta a considerând-o ca fiind „o revenire riscantă”. Discul a devenit cel mai bine vândut album de muzică latino al anului 2001.

### 2002 – 2003: «Border Girl» și lansarea internațională
În anul 2001, au apărut informații conform cărora interpreta își pregătea primul album în limba engleză, lucruri adeverite odată cu lansarea discului Border Girl în vara anului următor. Albumul a debutat pe locul 11 în Billboard 200 datorită celor peste 56.000 de exemplare comercializate într-o singură săptămână, devenind până astăzi cel mai bine clasat material al său. Datorită faptului că discul nu conținea un număr semnificativ de cântece în limba spaniolă, acesta nu a fost eligibil pentru a intra în topul Billboard Top Latin Albums, precum discul precedent. Border Girl a înregistrat vânzări de peste 500.000 de copii doar pe teritoriul Statelor Unite ale Americii, primind discul de aur. Albumul a primit discul de platină în țara natală a artistei și discul de aur în Chile. Border Girl a beneficiat de promovare la nivel mondial prin intermediul unui turneu, intrând în clasamentele unor țări precum Canada, Elveția sau Italia. Materialul a fost apreciat într-un mod pozitv de Allmusic, susținând faptul că „Paulina Rubio [...] face din Border Girl unul dintre cele mai interesante și mai internaționale albume pop ale anului 2002”.
Discul a fost precedat de lansarea primului extras pe single, cântecul „Don't Say Goodbye” alături de versiunea sa în limba spaniolă „Si Tú Te Vas”. Varianta în limba engleză a fost lansată în Canada, Europa și Oceania, obținând un succes mediocru. În Statele Unite ale Americii, au fost promovate ambele cântece, „Don’t Say Goodbye” obținând locul 41 în Billboard Hot 100, iar „Si Tú Te Vas” a ocupat poziții de top 10 în Billboard Hot Latin Songs, Billboard Latin Pop Airplay și Billboard Latin Torpical Airplay. De pe disc au mai fost extase piesele „The One You Love” (alături de „Todo My Amor”), „I'll Be Right Here (Sexual Lover)” și „Casanova” (alături de „Baila Cassanova”).

### 2004 – 2005: Reîntoarcerea la muzica latino cu «Pau-Latina»

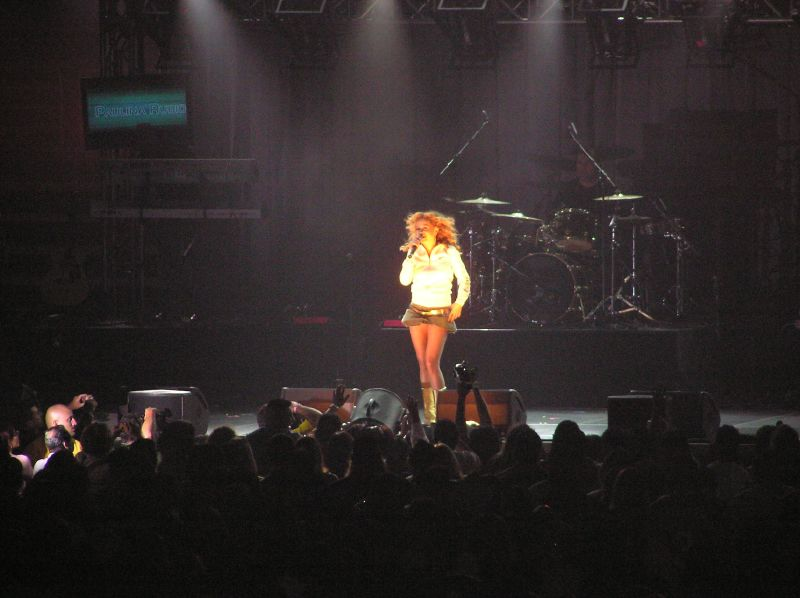
Paulina Rubio la evenimentul Reventon Superestrella în anul 2004.

După promovarea materialul în limba engleză, artista a lansat un nou disc în limba spaniolă, intitulat Pau-Latina. Acesta a fost precedat de promovarea piesei „Te Quise Tanto”, cântec ce a devenit în scurt timp unul dintre cele mai mari succese întâmăpinate de Rubio în cariera sa muzicală.„Te Quise Tanto” a obținut locul 1 în Billboard Hot Latin Songs, devenind prima înregistrare a cântăreței ce câștigă o astfel de clasare. Piesa a urcat pe cea mai înaltă treaptă a topului în urma unui salt de unsprezece locuri, cel de-al doilea cel mai înalt din istoria Billboard realizat de o interpretă. De pe material au mai fost lansate alte trei cântece, cele mai cunoscute fiind „Algo Tienes” și „Dame Otro Tequila”, ambele poziționându-se pe locul 1 în Billboard Latin Pop Airplay.
Albumul a debutat pe locul 1 în lista celor mai bine vândute materiale discografice de muzică latino din Statele Unite ale Americii. În 2004, Rubio a primit o nominalizare la premiile Latin Grammy pentru albumul Pau-Latina, în timp ce un an mai târziu a fost nominalizată la categoria „Cel mai bun album de muzică pop latino” în cadrul Premiilor Grammy. Materialul a primit discul de platină în Mexic, înregistrând vânzări de peste 50.000 de exemplare în Spania și peste 400.000 de exemplare în Statele Unite ale Americii. Cele mai apreciate înregistrări de pe material de către critica de specialitate sunt „Algo Tienes”, „Alma en Libertad”, „Dame Otro Tequila” și „Te Quise Tanto”.

### 2006 - 2007: «Ananda» și un nou succes în Billboard 200

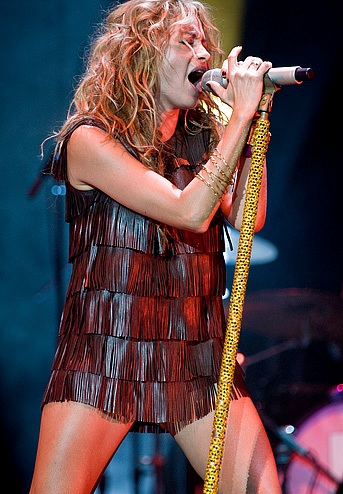
Paulina Rubio la evenimentul Asics Music Festival în anul 2007.

Cel de-al optulea album de studio al artistei, intitulat Ananda, a fost lansat pe data de 16 septembrie 2006. Discul a debutat pe locul 25 în Billboard 200, datorită celor peste 30.000 de exemplare comercializate în prima săptămână. Ananda s-a poziționat și în fruntea listei celor mai bine vândute albume de muzică latino, devenind cel de-al treilea material al artistei ce reușește această performanță. Albumul s-a comercializat în peste 83.000 de exemplare în săptămâna lansării, clasându-se pe locul 18 în United World Chart și în peste un milion de exemplare de la startul promovării sale. Ananda a obținut discul de aur în Mexic, discul de platină în Spania pentru cele peste 80.000 de exemplare comercializate și în Statele Unite ale Americii (la secțiunea de muzică latino).
De pe material au fost extrase patru discuri single, cel mai cunoscut fiind „Ni Una Sola Palabra” ce a urcat până pe locul 1 în Billboard Hot Latin Songs și în Billboard Latin Pop Airplay. Celelalte cântece, „Nada Puede Cambiarme”, „Ayúdame” și „Que Me Voy a Quedar”, au activat moderat în clasamente. Allmusic oferă albumului patru stele și jumătate dintr-un total de cinci, afirmând: „cu Ananda, cel de-al treilea album consecutiv ce impresionează, se pare că Paulina Rubio își menține cariera muzicală în siguranță pe sol, ca una dintre cele mai mari și mai strălucitoare staruri ale muzicii latino”.

### 2009 – prezent: «Gran City Pop»
La începutul anului 2009 artista a lansat un nou disc single, intitulat „Causa y Efecto”. Acesta a devenit un hit de top 10 în Spania, în cadrul celor mai bine vândute cântece din această țară, dar a atins și locul 1 în clasamentul celor mai difuzate piese. De asemenea, „Causa y Efecto” a urcat în fruntea clasamentului Billboard Hot Latin Songs, în urma unei urcări de nouă trepte, cel de-al patrulea cel mai înalt salt din istoria Billboard realizat de o interpretă, unul dintre celelalte recorduri aparținându-i chiar lui Rubio și înregistrat de „Te Quise Tanto”. „Causa y Efecto” reprezintă și cea de-a treisprezecea clasare în primele zece locuri ale clasamentului Billboard.
Piesa reprezintă primul extras pe single de pe cel de-al nouălea material discografic de studio al cântăreței, Gran City Pop. Discul a fost lansat la data de 23 iunie 2009 în Statele Unite ale Americii, debutând pe locul #44 în Billboard 200 și ajungând până pe poziția #2 în Billboard Top Latin Albums. Albumul a fost bine întâmpinat de criticii muzicali de specialitate, Rubio fiind felicitată de Allmusic pentru material, publicația apreciind faptul că: „ea este unul dintre cei mai vibranți interpreți din muzica latino și, bazându-ne pe acest album, aceasta nu o să dispară foarte curând”. Gran City Pop s-a comercializat în peste 300.000 de exemplare în prima săptămână, fiind cel mai bine vândut album în America Centrală, Columbia și Mexic.
Cel de-al doilea extras pe single al albumului, „Ni Rosas Ni Juguetes”, a fost lansat în august 2009, acesta fiind acompaniat de un videoclip și de o campanie de promovare. Videoclipul a fost inspirat de filmul lansat în Mr. & Mrs. Smith (în limba română: Domnul și doamna Smith) și regizat de Jessy Terrero. Cântecul a ocupat locul 9 în ierarhia americană ce contorizează piesele latino, în timp ce în Spania s-a clasat pe locul 3, devansându-și predecesorul, „Causa y Efecto”. Albumul de proveniență, Gran City Pop, a primit o nominalizare la Premiile Grammy din anul 2010, la categoria „Cel mai bun album de muzică latino”, însă a pierdut trofeul în favoarea discului Sin Frenos, aparținând formației La Quinta Estación.

## Discografie
Albume lansate în cariera independentă
| - La Chica Dorada (1992) - 24 Kilates (1993) - El Tiempo Es Oro (1994) - Planeta Paulina (1996) - Paulina (2000) | - Border Girl (2002) - Pau-Latina (2004) - Ananda (2007) - Gran City Pop (2009) |

### Discuri single clasate pe locul 1
| Anul               | Single                | Poziția maximă | Poziția maximă | Poziția maximă             | Poziția maximă              | Poziția maximă             | Poziția maximă | Poziția maximă | Poziția maximă | Album           |
| Anul               | Single                | MEX            | S.U.A.         | Billboard Hot Latin Tracks | Billboard Latin Pop Airplay | Billboard Tropical Airplay | ARG            | COL            | SPA            | Album           |
| ------------------ | --------------------- | -------------- | -------------- | -------------------------- | --------------------------- | -------------------------- | -------------- | -------------- | -------------- | --------------- |
| 1992               | „Mio”                 | 1              | —              | 3                          | —                           | —                          | —              | —              | —              | La Chica Dorada |
| 1992               | „Amor de Mujer”       | 1              | —              | 8                          | —                           | —                          | —              | —              | —              | La Chica Dorada |
| 1993               | „Sabor a Miel”        | 1              | —              | 22                         | —                           | —                          | —              | —              | —              | La Chica Dorada |
| 1993               | „Nieva, Nieva”        | 1              | —              | 27                         | —                           | —                          | —              | —              | —              | 24 Kilates      |
| 2000               | „Lo Haré Por Ti”      | 1              | —              | 13                         | 7                           | 23                         | 1              | 1              | 1              | Paulina         |
| 2000               | „El Último Adiós”     | 1              | —              | 18                         | 13                          | 24                         | 3              | 1              | 3              | Paulina         |
| 2001               | „Y Yo Sigo Aquí”      | 1              | —              | 3                          | 2                           | 6                          | 1              | 1              | 1              | Paulina         |
| 2001               | „Yo No Soy Esa Mujer” | 1              | —              | 7                          | 4                           | 16                         | 1              | 1              | 1              | Paulina         |
| 2002               | „Si Tú Te Vas”        | 1              | —              | 8                          | 5                           | 5                          | 2              | 1              | 1              | Border Girl     |
| 2003               | „Baila Casanova”      | 1              | —              | —                          | —                           | —                          | 1              | 6              | 1              | Border Girl     |
| 2004               | „Te Quise Tanto”      | 1              | 105            | 1                          | 1                           | 3                          | 1              | 1              | 1              | Pau-Latina      |
| 2004               | „Algo Tienes”         | 1              | 121            | 1                          | 4                           | 4                          | 3              | 1              | 8              | Pau-Latina      |
| 2004               | „Dame Otro Tequila”   | 8              | 105            | 1                          | 1                           | 2                          | 8              | 5              | 8              | Pau-Latina      |
| 2006               | „Ni Una Sola Palabra” | 1              | 98             | 1                          | 1                           | 2                          | 1              | 1              | 1              | Ananda          |
| 2009               | „Causa y Efecto”      | 1              | 104            | 1                          | 1                           | 6                          | 73             | —              | 1              | Gran City Pop   |
| Discuri de locul 1 | Discuri de locul 1    | 14             | 0              | 4                          | 5                           | 0                          | 6              | 8              | 8              |                 |